# Zisterzienserinnenkloster St. Jöris

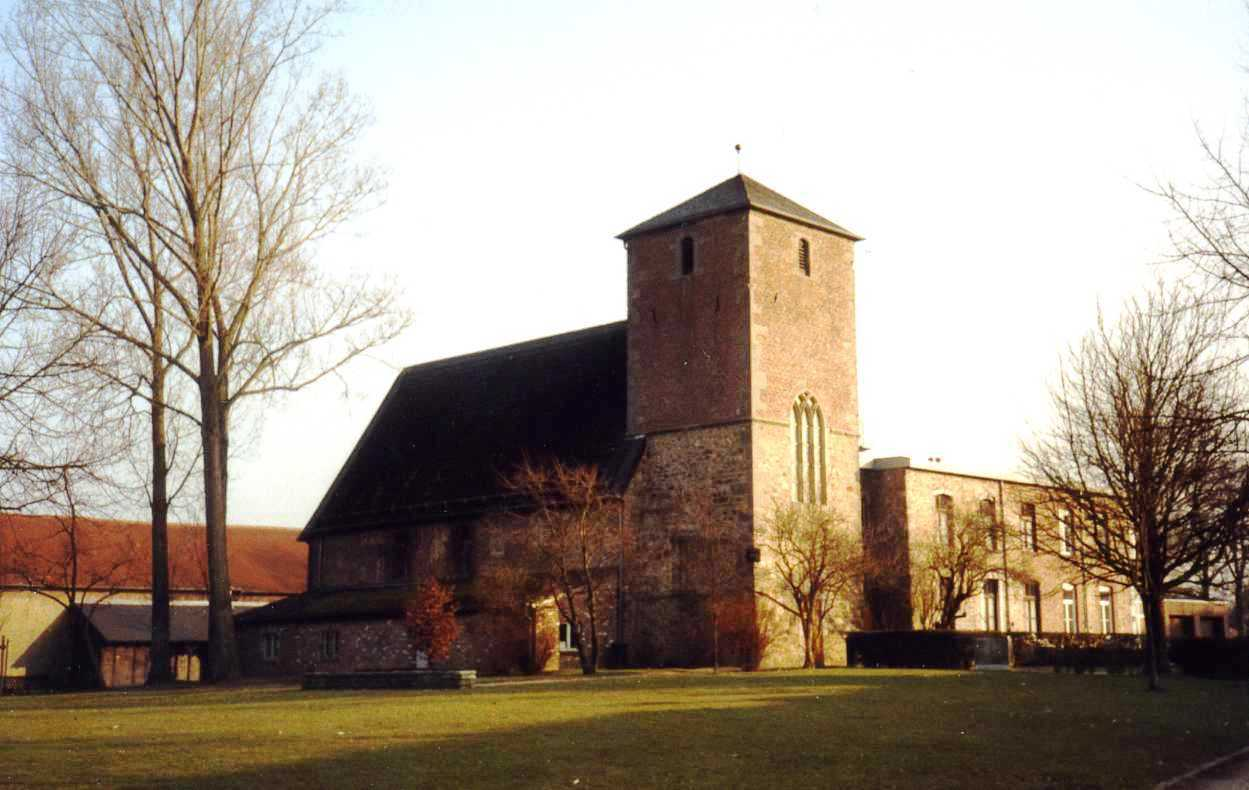
Gesamtansicht

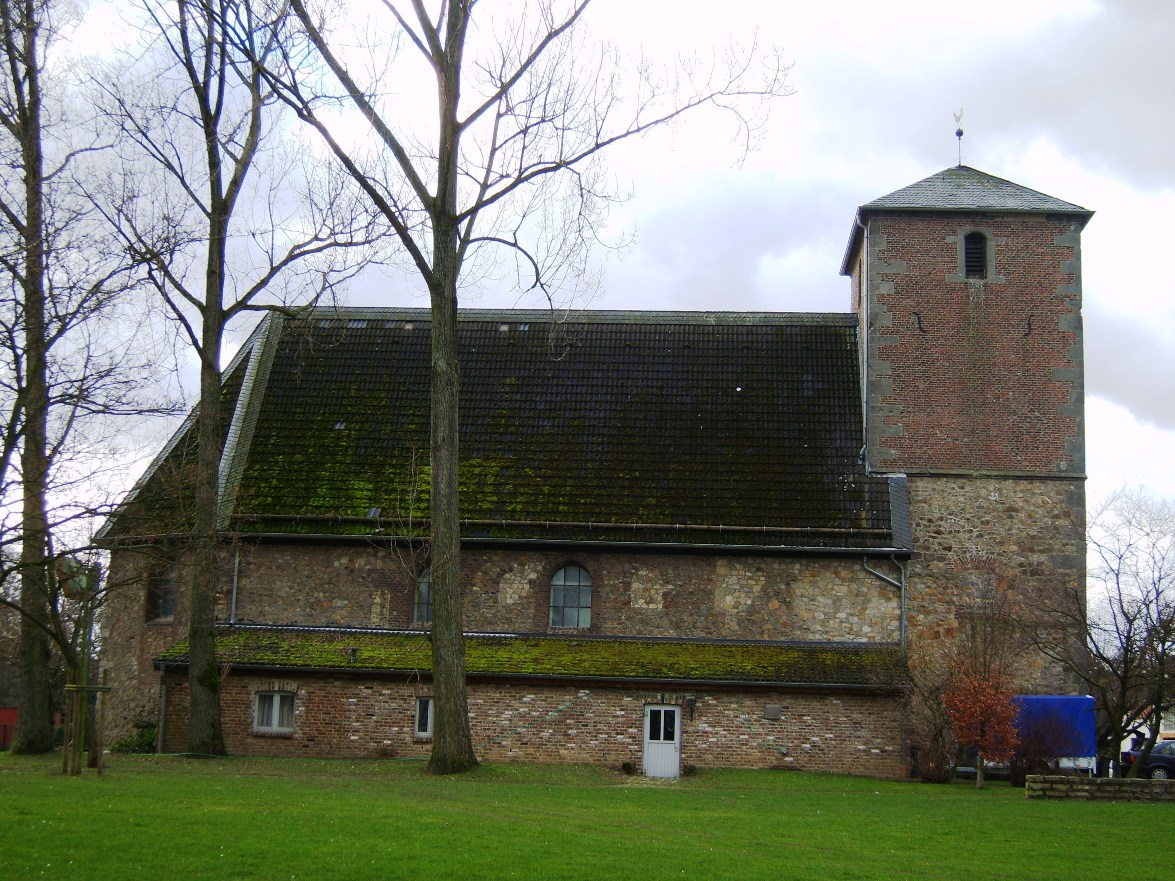
Klosterkirche

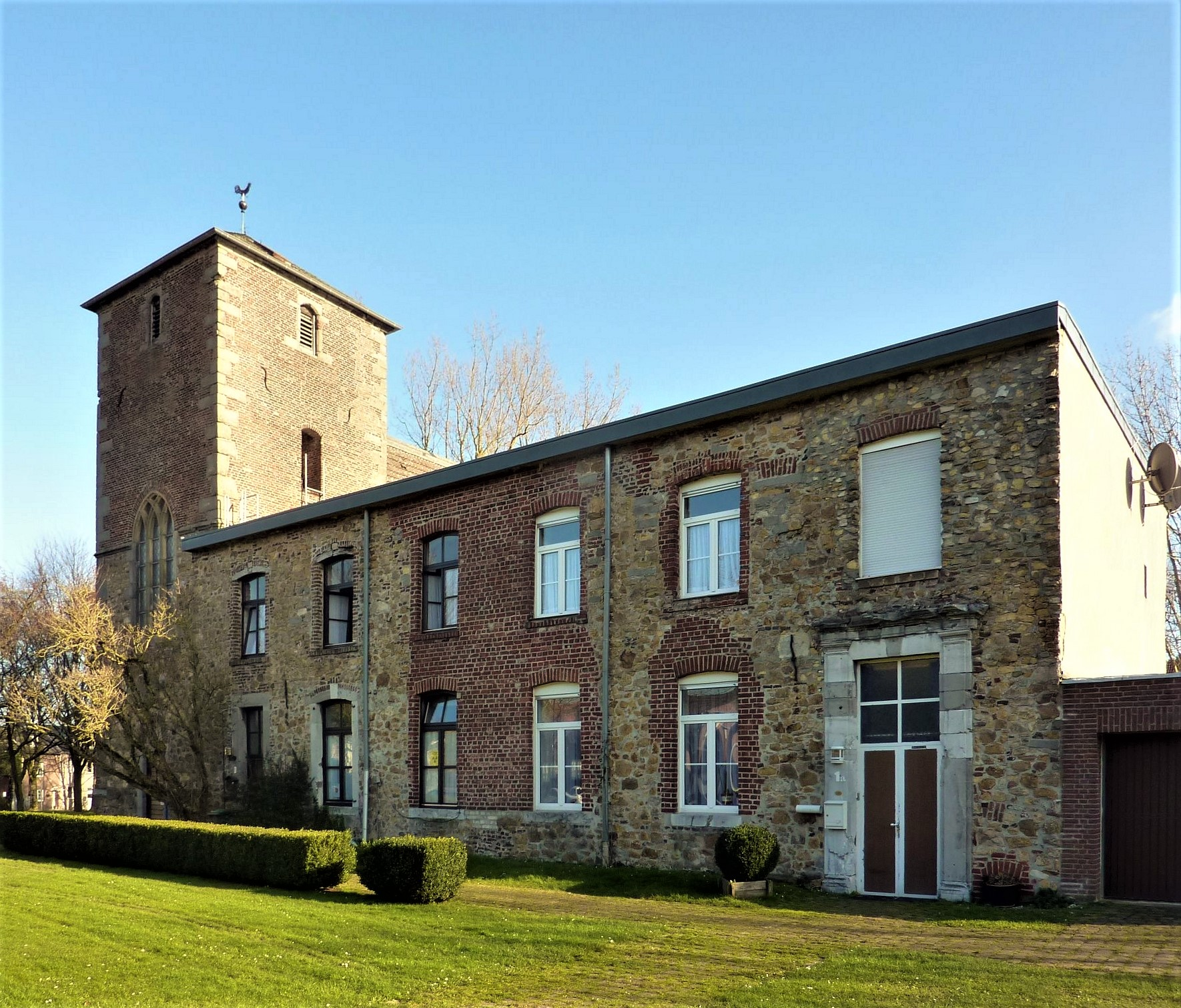
Blick von Nordwest

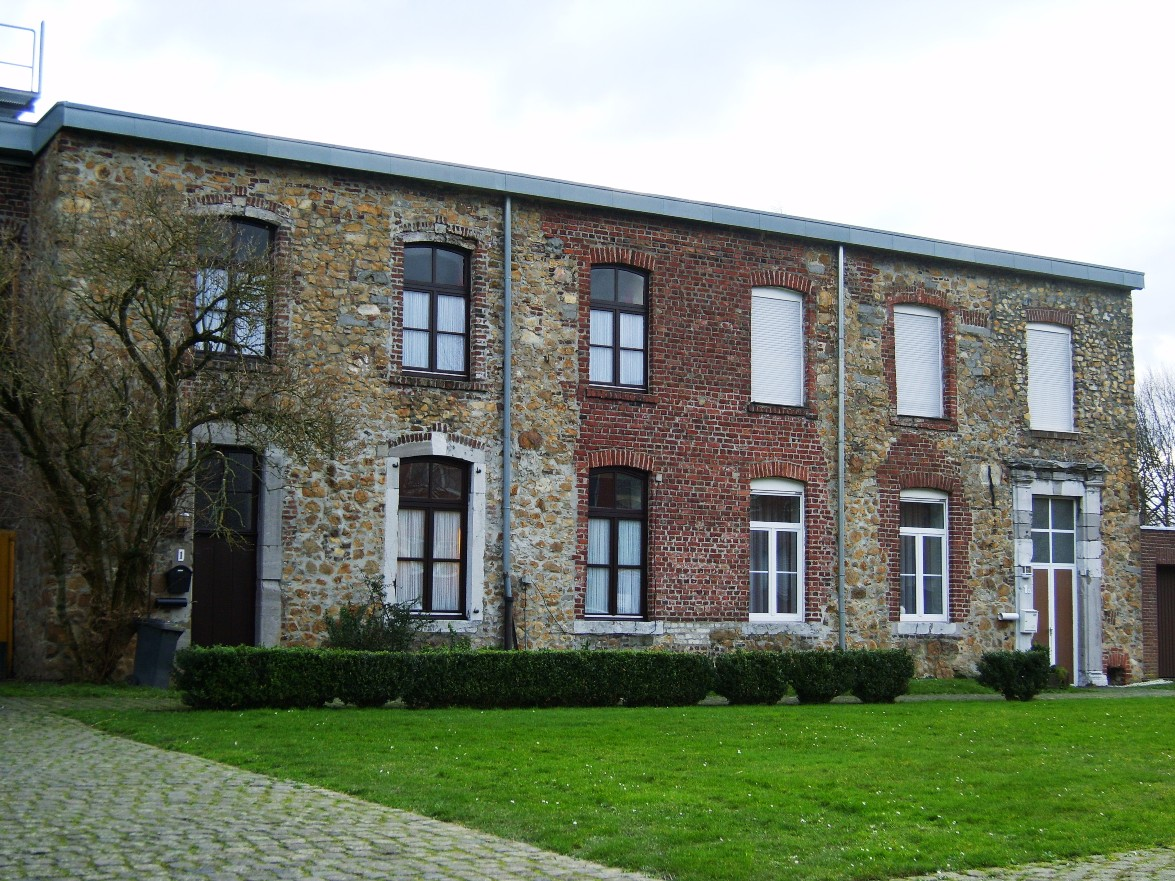
Rest des Klosterwohntrakts

Das Zisterzienserinnenkloster St. Jöris (lat. monasterium s. Georgii ad Rubum) ist ein ehemaliges Kloster der Zisterzienserinnen im Eschweiler Stadtteil St. Jöris im Landkreis Aachen. Von der ursprünglichen, das Dorf beherrschenden Anlage stehen nur noch wenige Gebäude, welche heute als Veranstaltungsraum und Wohnungen genutzt werden.

## Geschichte des Klosters
1274 stiften Winrich und Jutta von Kinzweiler das Zisterzienserinnen-Kloster, welches auf einer Rodung im Propsteier Wald errichtet und nach St. Georg, dem Schutzpatron der Ritter von Kinzweiler, benannt wird. Baugeschichtlich ist aus dem 13. Jahrhundert heute nichts mehr erhalten. Die Kopfreliquie der Heiligen Regina in der Kinzweiler Pfarrkirche ist ebenso wie das Triumphkreuz eine der zahlreichen Reliquien des Klosters aus dem 14. Jahrhundert. Das Kreuz gehört kunstgeschichtlich zu den rheinischen „Cruzifixi dolorosi“. 
Die kirchenamtliche Aufsicht über das Kloster kam nach Rivalitäten zwischen den Zisterzienser-Abteien Heisterbach und Marienstatt im 18. Jahrhundert an den Abt von Clairvaux. Dieser beauftragte 1759 den Abt von Altenberg mit der Aufsicht und Sanierung des Klosters, das vernachlässigt und heruntergekommen war und zwischenzeitlich vor der Auflösung gestanden hatte.
Um das Kloster entwickelt sich im Laufe der Jahrhunderte der Ort St. Jöris. Neubauten erfolgen im 15. und im 17./18. Jahrhundert; von dem letzten stammt die heutige Anlage. Die heutige Klosterkirche ist ein einschiffiger Bruchsteinbau aus dem 15. Jahrhundert ebenso wie die beiden unteren Turmgeschosse. Vermauerte Bogenöffnungen an der nördlichen Wand des Kirchenschiffes lassen ein niedrigeres Seitenschiff vermuten. Das Obergeschoss aus Ziegeln ist jüngeren Datums.
Im April 1783 nimmt die Familie von Hatzfeld Besitz von der Kinzweiler Burg, einem seinerzeit bedeutenden landwirtschaftlichen Anwesen, dessen Pächter Landwirt Franz Wüsten wird, nachdem die Familie von Hatzfeld die Kinzweiler Burg kurz nach 1800 verlässt. Er wird Beigeordneter der Stadt bzw. Mairie Eschweiler und errichtet um 1797 den „Wüstenhof“ am Propsteier Wald. Zu jener Zeit ist die Region Teil des französischen Département de la Roer. Kinzweiler, St. Jöris und der Propsteier Wald, der sich damals noch vom Aachener Reichswald bis Aldenhoven erstreckt, gehören zu Eschweiler, das seinerseits Sitz des Kantons Eschweiler bis 1815 ist, als die Rheinlande an Preußen kommen.
Nachdem am 9. Juni 1802 Napoleon I. einen Beschluss zur Säkularisation kirchlichen Gutes erlassen hat, wird auch die Zisterzienserinnenabtei aufgehoben, und der Probsteier Wald wird frei, welcher sich bis dahin im Besitz der Dompröpste zu Köln befunden hat und jetzt Stück für Stück verkauft wird. Franz Wüsten kauft 1804 das Kloster und errichtet einen großen Gutshof. 1805 wird die Klosterkirche wiedereröffnet, und 1815 wird sie wieder geschlossen.
Am 8. Mai 1809 wird Edmund, der Sohn von Franz Wüsten, auf der Burg Kinzweiler geboren. Später erbt er den Klosterhof und macht einen mustergültigen Großbetrieb daraus. Am 8. März 1846 wird der Klosterhof – in einer Urkunde „Landgut Georgenbusch“ genannt – zum Rittergut erhoben. Ebenso ist Edmund der Bauherr des Gutshofs Steinbachshochwald am Südwestrand des Propsteier Waldes um 1830. Als Rittergutsbesitzer hat er sogar das Recht auf einen Sitz im Landtag, und während seiner militärischen Ausbildung erreicht er den Dienstgrad eines königlichen Rittmeisters.
Nach dem Tod von Edmund Wüsten im Jahre 1890 kaufte der Aachener Unternehmer Gerhard Rehm den Klosterhof und vererbte ihn nach seinem Tod seiner verschwägerten Familie Ervens. Diese verpachtete ihn von 1903 bis 1924 an die Brüder Degen und verkauften ihn anschließend an die Brüder Josef, Christian und Wilhelm Koch. Im Jahr 1937 teilten diese ihn auf und der heutige Georgshof erhielt Josef Koch während Wilhelm und Christian Koch gemeinsam die verbliebene Hälfte des Klosterhofs bewirtschafteten. Beide Männer starben in den 1940er Jahren. 
Im Zweiten Weltkrieg wird 1944 die Klosteranlage sehr schwer zerstört, und 1973 stürzt der Südflügel teilweise ein. 1982 erfolgt die Gründung des „Fördervereins Zisterzienserinnenkloster St. Jöris“, der 1983 die alte Klosterkirche für 10 DM von der Stadt Eschweiler erwirbt und das Baudenkmal vor dem Verfall retten kann. Im März 1986 wurde die wiederaufgebaute Klosterkirche als Kulturzentrum des Ortes eingeweiht. Heute wird sie zeitweise für evangelische Gottesdienste und seit 2003 für Hochzeiten genutzt.